# Taisuke Muramatsu
Taisuke Muramatsu (村松 大輔 Muramatsu Taisuke?,  nacido el 16 de diciembre de 1989 en Shizuoka) es un futbolista japonés que se desempeñaba como defensa.
Taisuke Muramatsu fue elegido para integrar la selección de fútbol sub-23 del Japón para los Juegos Olímpicos de Verano de 2012.

## Trayectoria

### Clubes
| Club                | País  | Año         |
| ------------------- | ----- | ----------- |
| Honda FC            | Japón | 2008        |
| Shonan Bellmare     | Japón | 2009 - 2010 |
| Shimizu S-Pulse     | Japón | 2011 - 2017 |
| Tokushima Vortis    | Japón | 2014        |
| Vissel Kobe         | Japón | 2016        |
| Giravanz Kitakyushu | Japón | 2018 -      |